# District d'Ile
Le district d'Ile (en kazakh : Іле ауданы) est une subdivision administrative située dans l'oblys d'Almaty, au Kazakhstan. Le chef-lieu est Otegen Batyr (en).

## Géographie
Le district d'Ile est situé dans la région centrale de l'oblys d'Almaty, au nord-est du district de Balkhach. Il se trouve également à l'ouest des districts de Karasaï et de Djamboul et à l'est du district de Talgar. Enfin, il est situé au sud-est de la ville d'Almaty.
Environ 80 % du territoire est composé de steppe aride. Le relief est caractérisé par la présence de crêtes et de dunes sablonneuses.
Le climat est continental. La température moyenne en janvier est de -7 à -9 °C et en juillet de 22 à 25 °C. La moyenne des précipitations annuelles est de 200-3 500 mm.
Les rivières et canaux qui traversent le district sont l'Ili (qui lui donne son nom), la Kaskelen (de) et le grand canal d'Almaty (ru) au nord qui se jette dans le lac de Kapchagaï.